# Влковце
Влковце (словац. Vlkovce) — село и одноимённая община в районе Кежмарок Прешовского края Словакии. В письменных источниках начинает упоминаться с 1268 года.

## География
Село расположено в западной части края, в пределах юго-западной части горного массива Левочске-Врхи, в долине реки Дуранд, при автодороге 3092. Абсолютная высота — 823 метра над уровнем моря. Площадь муниципалитета составляет 3,84 км².

## Население
| Год:                | 1994 | 2004     | 2014    | 2024    |
| ------------------- | ---- | -------- | ------- | ------- |
| Количество человек: | 383  | 444      | 480     | 494     |
| Разница:            |      | +15,92 % | +8,10 % | +2,91 % |

По данным последней официальной переписи 2011 года, численность населения Влковце составляла 477 человек.
Национальный состав населения (по данным переписи населения 2011 года):
| Национальность | Численность, человек |
| -------------- | -------------------- |
| словаки        | 463                  |
| поляки         | 2                    |
| не указана     | 4                    |